# Johann Heinrich Rumpel
Johann Heinrich Rumpel (* 26. März 1650 in Schmalkalden; † 28. August 1699 in Salzungen) war ein deutscher Dichter und Pfarrer.
Nach dem Studium in Leipzig, wo er 1672 den Titel eines Magisters erwarb, war Rumpel ab 1674 zuerst Subkonrektor, ab 1691 Rektor am Gymnasium Illustre in Gotha, ab 1693 Pfarrer und Superintendent in Salzungen.

## Werke
- Diss. pneumatica de Spiritibus in fodinis apparentibus, sive, de Virunculis metallicis, Leipzig, 1677 (Übersetzt als Curiöser Tractat von denen Geistern so in Bergwercken erscheinen oder von so genannten Berg-Männlein). In: Deliciarum Manipulus, Dresden und Leipzig 1702 (online – Internet Archive)